# 沙雅县塔河管理委员会
沙雅县塔河管理委员会，是中华人民共和国新疆维吾尔自治区阿克苏地区沙雅县下辖的一个类似乡级单位。

## 行政区划
沙雅县塔河管理委员会下辖以下地区：
夏里克摊生活区、卡斯杆生活区、卡巴克托格拉克生活区和埃克里托克拉克生活区。